# 臺南刑務所中央臺

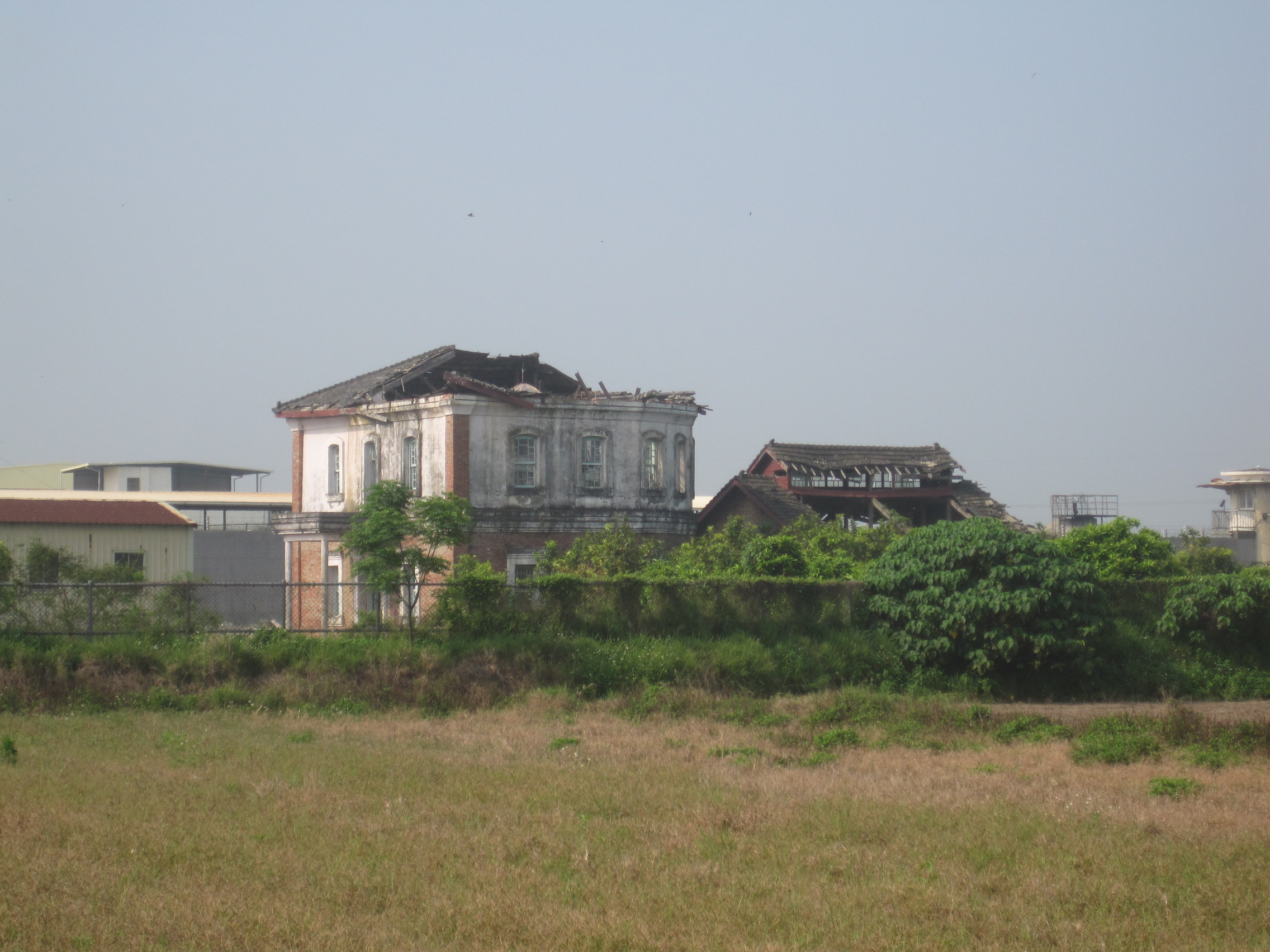
中央臺與部分監舍（2016年）

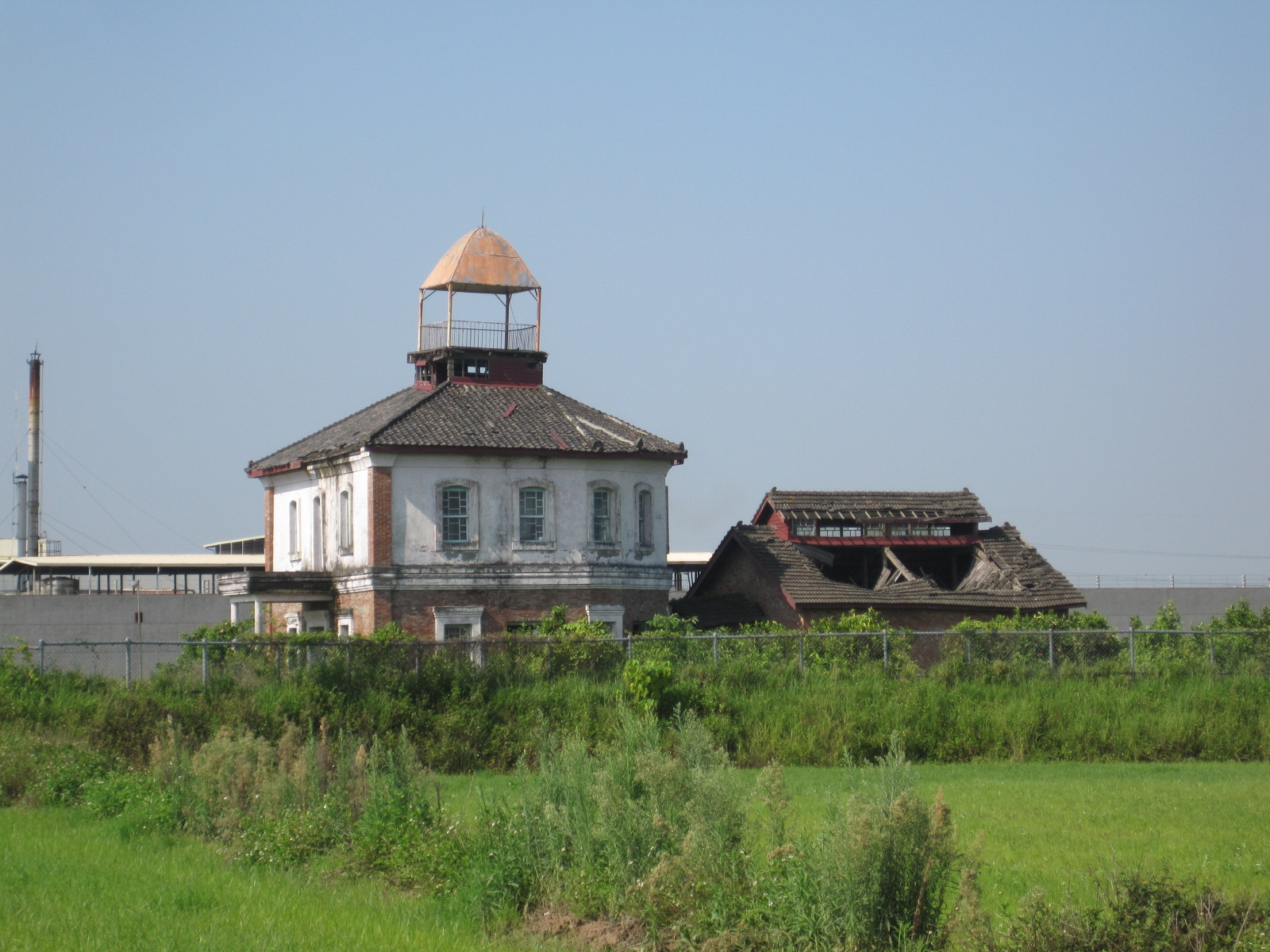
2012年的外觀

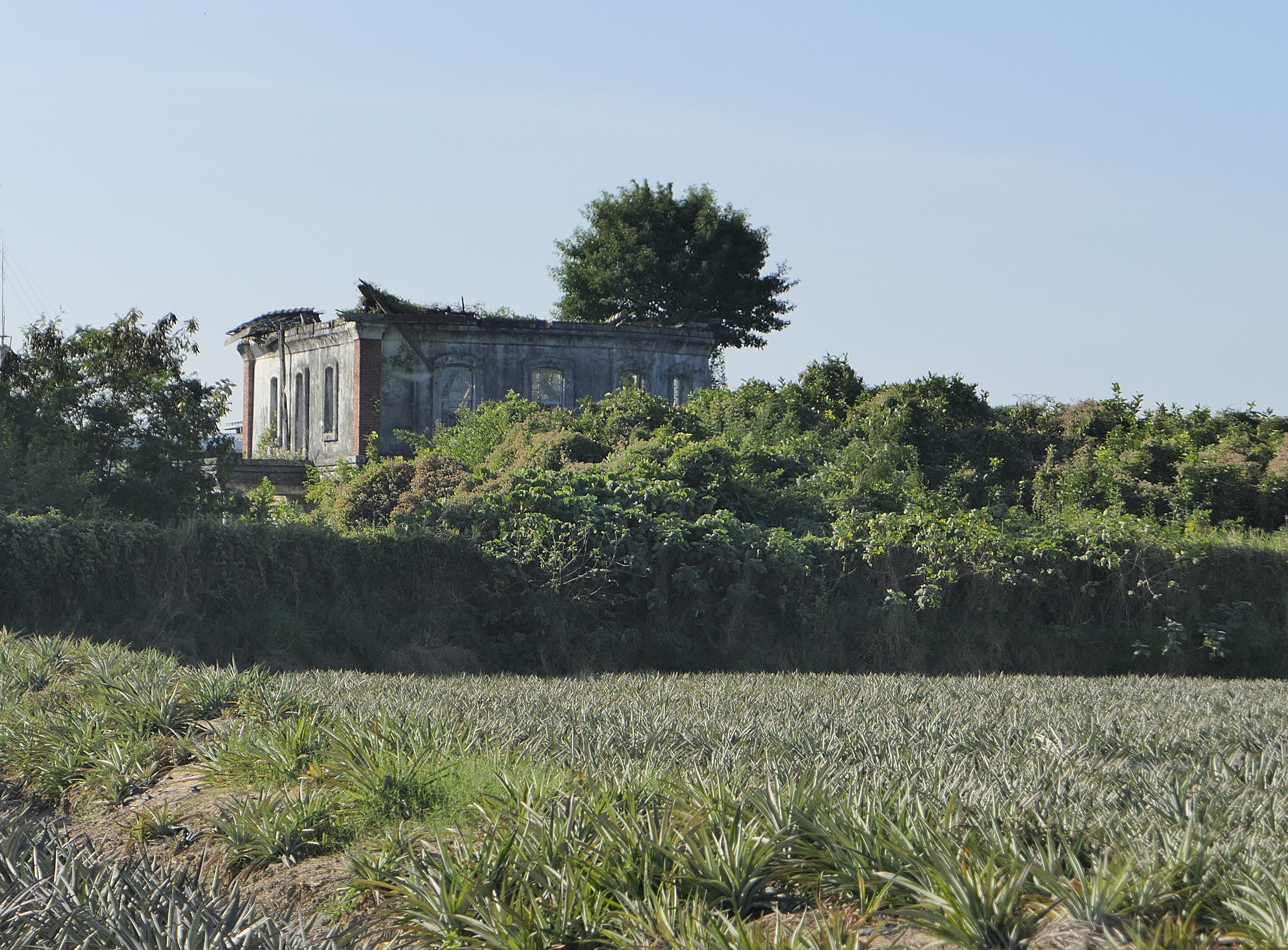
2022年的外觀

臺南刑務所中央臺是臺灣日治時期所興建的「臺南刑務所」所殘存的建築，又有八卦樓之稱。該建物原本位於今臺南市中西區，在臺南監獄遷到歸仁區時，也被拆除重組於新的臺南監獄旁。

## 沿革
臺南刑務所原廳舍於民國七十六年（1987年）拆除時，當時的法務部長施啟陽將中央臺與部分監舍拆遷至今位於臺南歸仁區的臺南監獄旁。
2012年7月時，臺南市議員郭國文與嘉藥助理教授陳信安在會勘後表示希望臺南市文化局能與法務部協商，將中央臺遷回原址（大億麗緻酒店與新光三越臺南西門店一帶）與原臺南地方法院、原臺南刑務所合宿等文化資產建構成「司法文化園區」。
後來由於中央臺並未通過文資審議，且臺南監獄受限於經費且欠缺專業能力維護，中央臺在年久失修下外觀逐漸變得破舊。